# Чумерна
Чумерна (рум. Ciumărna) — село у повіті Селаж в Румунії. Входить до складу комуни Роминаші.
Село розташоване на відстані 376 км на північний захід від Бухареста, 9 км на південний схід від Залеу, 52 км на північний захід від Клуж-Напоки.

## Населення
За даними перепису населення 2002 року у селі проживали 507 осіб.
Національний склад населення села:
| Національність | Кількість осіб | Відсоток |
| -------------- | -------------- | -------- |
| румуни         | 471            | 92,9%    |
| цигани         | 34             | 6,7%     |

Рідною мовою назвали:
| Мова      | Кількість осіб | Відсоток |
| --------- | -------------- | -------- |
| румунська | 471            | 92,9%    |
| циганська | 34             | 6,7%     |